# 리머배디구

리머배디 구의 위치

리머배디구(영어: Limavady Borough, 아일랜드어: Buirg Léim an Mhadaidh)는 2015년까지 존재했던 북아일랜드의 옛 구였다. 행정 중심지는 리머배디이며 면적은 586km2, 인구는 33,600명(2010년 기준), 인구 밀도는 57명/km2이다.

## 구 정보
- 행정 중심지: 리머배디
- 면적: 586km2
- 인구: 33,600명 (2010년 기준)
- 인구 밀도: 57명/km2
- ISO 3166-2 코드: GB-LMV
- ONS 코드: 95B
- 종교 분포: 천주교 56.6%, 개신교 41.6%